# Julius Diez

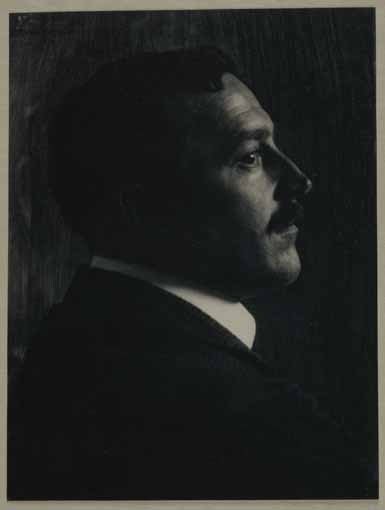
Julius Diez

Julius Diez, född 18 september 1870, död 15 maj 1957, var en tysk tecknare och målare.
Diez har utfört stora dekorativa fresker i Kurhaus i Wiesbaden, universitetet i München, rådhuset i Leipzig och flera andra platser. Han verkade som professor i Kunstgewerbeschule i München. Diez väckte först uppmärksamhet som tecknare i tidskriften Jugend, där hans stil är skarpt linjemässig. I konsthantverket ansluter han sig till gammaltysk bondekonst.